# Circuito del Norte
El Circuito del Norte fue una carrera ciclista por etapas disputada en el País Vasco y las regiones anexas. El único ciclista que logró sumar a su palmarés dos ediciones del Circuito del Norte fue el vizcaíno Federico Ezquerra.

## Historia
Fue creada en 1939 tras la desaparición de la Vuelta al País Vasco tras la guerra civil española, a fin de suplir la falta de pruebas ciclistas por etapas en la región manteniéndose así vivo el espíritu de la citada Vuelta al País Vasco. Si bien dadas las dificultades económicas de la época apenas se disputaron cinco ediciones entre los años 1939 y 1945. Para suplirla en los años 1943 y 1944 se creó el G. P. Ayuntamiento de Bilbao, que suponía un menor desembolso económico para los organizadores, dado que su número de etapas era inferior al Circuito del Norte y asimismo el nivel de los participantes también descendía. Esta última tuvo más continuidad celebrándose hasta once ediciones.

## Palmarés
| Año  | Ganador de la carrera | Etapas | Distancia |
| 1939 | Mariano Cañardo       |        | 932 km    |
| 1940 | Federico Ezquerra     | 8      | 959 km    |
| 1941 | Fermín Trueba         | 8      | 865 km    |
| 1942 | Federico Ezquerra     | 8      | ? km      |
| 1945 | Miguel Gual           | 9      | 993 km    |

## Palmarés por países
| País   | Victorias |
| ------ | --------- |
| España | 5         |